# Prentis Hancock
Prentis Hancock (Glasgow, 14 maggio 1942 – 30 maggio 2025) è stato un attore britannico.

## Biografia
Fu un membro regolare del cast della prima stagione della serie fantascientifica Spazio 1999, nei panni di Paul Morrow.
Hancock apparve anche in vari episodi di Doctor Who negli anni '70: Spearhead from Space e Planet of the Daleks con Jon Pertwee, Planet of Evil e The Ribos Operation con Tom Baker.

## Filmografia parziale
- Gli invincibili (The Protectors) – serie TV, episodi 2x08-2x09 (1973)
- Spy Trap (1972)
- Spazio 1999 - serie televisiva (1975)
- I Sopravvissuti - serie televisiva (1977)
- Kim, regia di John Howard Davies – film TV (1984)
- Hitler's SS: Portrait in Evil (1985)
- Jekyll & Hyde (1990)
- CI5: The New Professional (1999)